# Porsche-Diesel Junior 108 L/LH
 (février 2025).
Le Porsche-Diesel Junior 108 L/LH est un tracteur fabriqué de 1957 à 1960 par Porsche-Diesel Motorenbau GmbH, dont le siège social se trouvait à Friedrichshafen sur le lac de Constance et qui a repris la production de tracteurs d’Allgaier Werke.
Avec son introduction en 1957, le moteur à combustion interne Optima de Porsche a permis une amélioration des performances de 10% au même régime pour le Porsche-Diesel Junior 108 L/LH. La gamme L des tracteurs Porsche-Diesel se caractérisait particulièrement par son empattement plus long. L’essieu avant du Porsche-Diesel est extensible, il est également un essieu oscillant et il peut être réglé de huit manières pour la voie. Cela peut être fait via les jantes ou les disques de roue. L’essieu arrière du tracteur a une charge à l'essieu d’environ 630 kilogrammes, tandis que l’essieu avant a une charge de 390 kilogrammes. Les roues arrière du tracteur sont actionnées par un frein à tambour, qui peut être actionné au pied et peut également être utilisé comme frein de direction.
En option, il est possible d’installer un relevage hydraulique sur le Junior 108 L/LH. La capacité de levage maximale du tracteur est de 400 kilogrammes. Les particularités sont les feux de recul, qui n’étaient pas une évidence à l’époque. De plus, le tracteur est doté d’un deuxième siège sur l’un des garde-boue, de garde-boue pour les roues avant, d’un auvent et d’une ensileuse intégrée. Le tracteur Porsche dispose également d’un frein à main pour la transmission indépendante et d’un embrayage à sec monodisque de type K 180.